# Traducciones de la Biblia al catalán
Ya a principios del siglo XIII tenemos constancia de la traducción al catalán de, al menos, algunos pasajes de la Biblia.
Las traducciones de la Biblia al catalán empezaron en 1287, cuando Alfonso III de Aragón patrocinó la Biblia de Montjuïc, una traducción al catalán de una versión francesa hecha por su consejero Jaume Montjuïch, con la ayuda del escribano Berenguer de Fullit.
Durante el siglo XIV también existe constancia de biblias en catalán, aunque no sabemos nada de los traductores ni si se trataba de una misma versión o diferentes. El rey Jaime el Justo utilizó una en 1319 y Pedro el Ceremonioso pidió dos para leerlas, una en 1339 y otra en 1351. El joven Juan el Cazador tenía al menos dos, y, según un inventario barcelonés del año 1353, un boticario tenía una en su poder.
La Biblia Valenciana de Bonifaci Ferrer empezó a traducirse a principios del siglo XV. Fue revisada por el inquisidor Jaume Borrell e impresa en Valencia en 1478, y fue reeditada parcialmente en 1515. Todos sus ejemplares parecen haber sido destruidos por la Inquisición, menos una hoja que se conserva en la Hispanic Society de Nueva York.
La primera Biblia moderna traducida entera al catalán sería la Biblia de Montserrat o Versión de los Monjes de Montserrat, impresa en 1970 y publicada digitalmente en 2009. En 1993 aparece la Biblia Catalana Interconfesional (BCI), impulsada por la Asociación Bíblica de Cataluña, las Editorial.
La última traducción al catalán de la Biblia sería la Traducción del Nuevo Mundo de los Testigos de Jehová, publicada de forma impresa y digital en 2022. Es la traducción más moderna y completa, con referencias, notas a pie de página, glosarios, apéndices, mapas y cronologías.